# トレバビュ
トレバビュ （Trébabu、ブルトン語:Trebabu）は、フランス、ブルターニュ地域圏、フィニステール県のコミューン。

## 歴史
古い名称はLann PabuまたはLan Pabuであった。Pabuとは聖テュグデュアル（fr）のことを指す。6世紀にこの地にテュグデュアルが修道院を創建した。
16世紀のトレバビュは、ブレストおよびサン＝ルナンのセネシャル管轄区の一部であった。

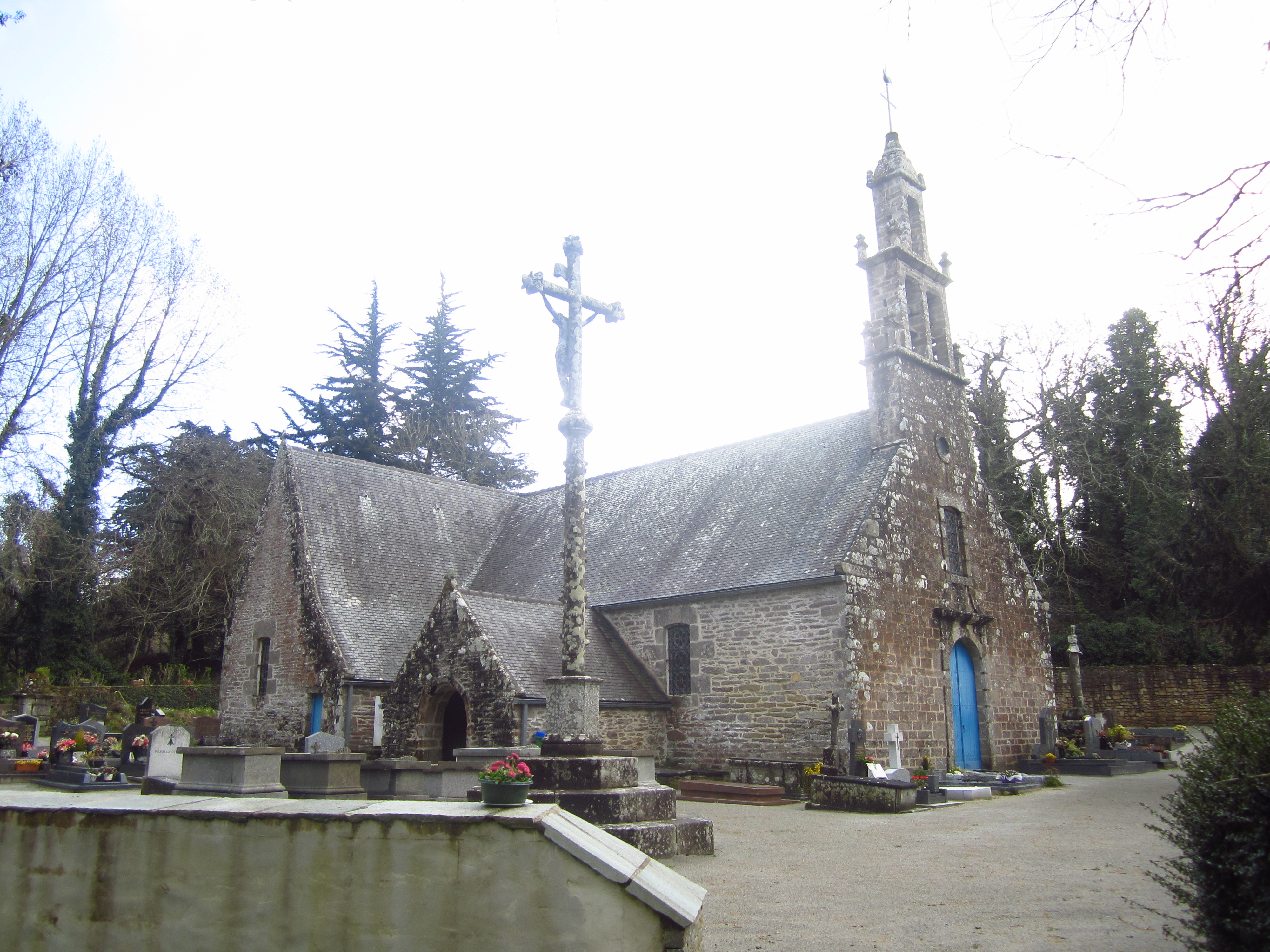
サン＝テュグデュアル教会
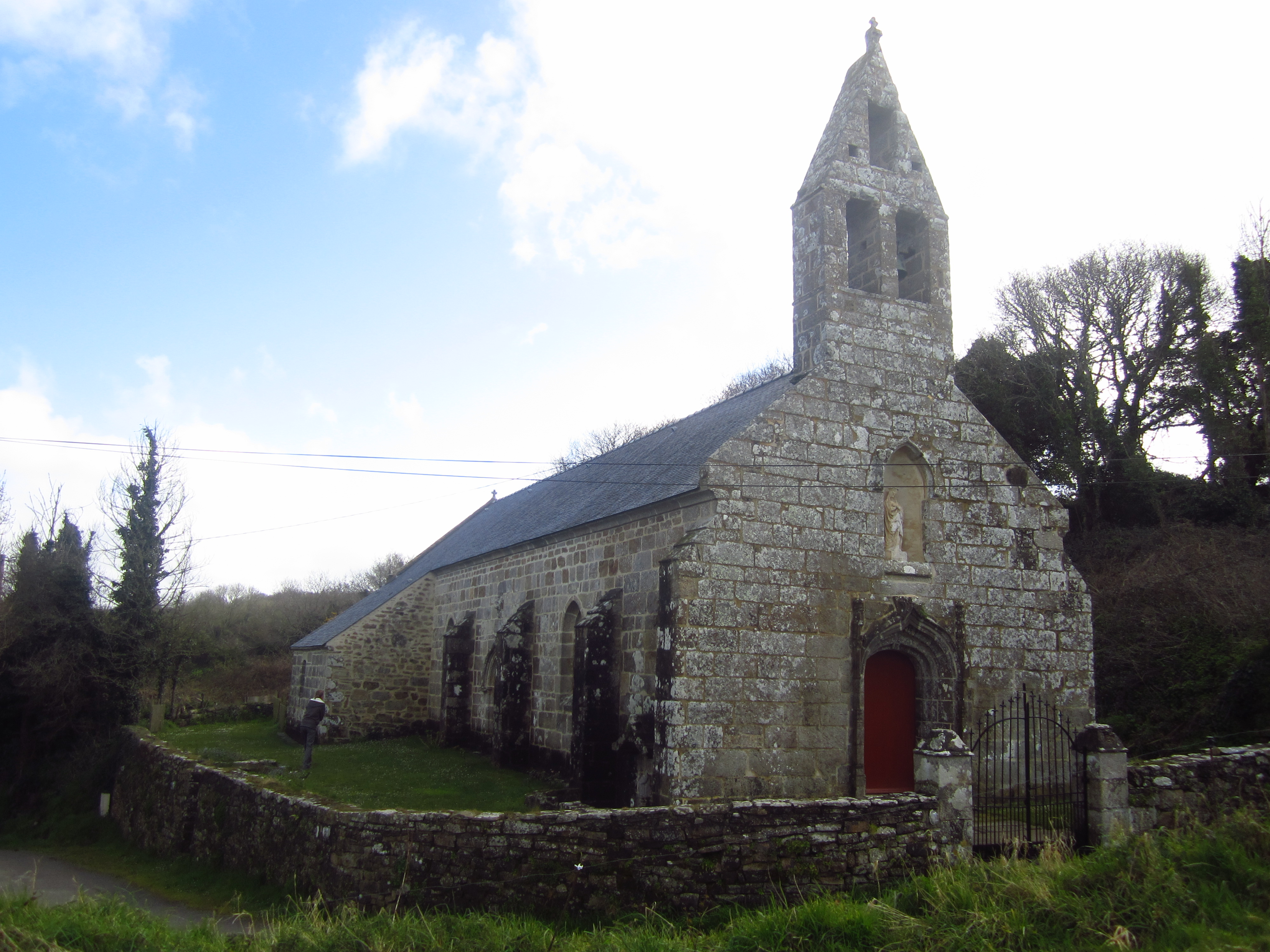
ノートルダム・デュ・ヴァル礼拝堂

## 人口統計
| 1962年 | 1968年 | 1975年 | 1982年 | 1990年 | 1999年 | 2006年 | 2010年 |
| ------ | ------ | ------ | ------ | ------ | ------ | ------ | ------ |
| 204    | 200    | 174    | 273    | 346    | 340    | 364    | 365    |

トレバビュの人口増減グラフ

参照元:1999年までEHESS、2000年以降INSEE